# Els Segarresos
Els Segarresos és un jaciment arqueològic ubicat al municipi de Santa Maria de Miralles, (l'Anoia), inclòs a l'Inventari del Patrimoni Arqueològic i Paleontològic de Catalunya.
El nom li ve donat per la proximitat d'aquest espai arqueològic amb el mas dels Segarresos, ja que es troben a uns 100 metres de distància, en un bosc mediterrani, al bell mig d'un cultiu de cereals. La cronologia d'aquest espai resulta incerta i es basa en els tipus de materials localitzats, abraçant des d'un moment indeterminat del Paleolític fins a la consolidació de la Corona d'Aragó (1150 - 1230). Així els materials localitzats semblen indicar que es tracta d'un petit taller de sílex o d'un assentament a l'aire lliure, anotant que ambdós casos no resulten en cap cas incompatibles.

## Descobriment i historiografia del jaciment
- 1985: Amb l'objectiu d'evidenciar la presència d'un taller de sílex en aquest espai es realitza un seguit de prospeccions, localitzant-se ascles en dos sectors distingits: Al nord del Mas dels Segarresos es detecten ascles molt alterades pel Sol (patinades en terminología tècnica), acompanyades del que s'ha identificat com a ceràmica grisa medieval (de cuita reductora), així com de ceràmica bicroma o monocroma ataronjada (de cuita oxidant) que sembla pertànyer a la fi de l'Imperi Romà d'Occident o a l'alta edat mitjana. El segon sector, el camí que condueix al Coll del Camp, es localitzen 3 ascles de sílex, així com fragments d'aquest mateix material. En cap cas es localitza cap estructura arquitectònica.
- 1991: Amb motiu de la renovació de la Carta Arqueològica de L'Anoia aquell mateix any, repetint-se el patró descrit l'any 1985. No obstant, cal afegir que a uns 70m al nord del Mas dels Segarresos s'hi van localitzar ascles.[1]